# Peter Pan's Flight
Pour les articles homonymes, voir Peter Pan (homonymie).
Peter Pan's Flight (Le Vol de Peter Pan) est une attraction des parcs Disneyland, Magic Kingdom, Tokyo Disneyland, Parc Disneyland et Shanghai Disneyland. Située dans Fantasyland, elle existe depuis le début du parc (1955). L'histoire présentée dans le parcours scénique vient du dessin animé Peter Pan réalisé en 1953 par Walt Disney Pictures.
Parmi les imagineers ayant participé à l'attraction, on peut citer Ken Anderson.

## L'histoire
Les visiteurs embarquent à bord d'un bateau de pirates suspendu au plafond (sur un rail) donnant la sensation de voler. Le vaisseau décolle et traverse les chambres des enfants de la famille Darling. Il passe à côté de la nurse Nana et des enfants endormis (Wendy, Michel et John). Au mur l'ombre de Peter Pan se dessine, l'éternel jeune homme lance alors "And off we go!" (Allons-y!).
Le vaisseau passe par la fenêtre de la chambre puis entame son survol de Londres sous un clair de lune. Les lumières de la ville s'éloignent. On peut distinguer Big Ben, le Tower Bridge et la Tamise sous la coque du bateau. La reproduction utilise la perspective forcée. Les visiteurs suivent alors l'indication de Peter : Suivez la seconde étoile sur la droite et tout droit jusqu'au petit matin.
Le vaisseau arrive alors dans le Pays Imaginaire avec son île et ses nombreux points de repère : 
le village indien, un volcan rougeoyant, la lagune des Sirènes et le Rocher de Tête de Mort. Les personnages célèbres de l'île sont aussi visibles : la Princesse Lily la Tigresse, Mr. Mouche, Tic Tac le Crocodile et l'éternel rival de Peter, le Capitaine Crochet.
La suite de l'attraction est légèrement différente selon les différents parcs: point de vue et position des scènes mais respecte la même trame.
Le vaisseau quitte alors le Pays Imaginaire pour s'approcher du Rocher de Tête de Mort où l'on peut observer la Princesse Lily la Tigresse. Le vaisseau arrive alors devant le galion des pirates où l'on peut y observer Peter Pan ainsi que le Capitaine Crochet en pleine bataille pendant que Wendy, Michel et Jean sont prisonniers ! Le vaisseau passe alors devant les indiens ainsi qu'une scène où le galion s'envole en s'illuminant avec Peter Pan, Wendy, Michel et Jean.
La dernière partie de l'attraction présente le crocodile capturant Capitaine Crochet ainsi que M. Mouche dans une barque. Le vaisseau quitte alors le Pays Imaginaire en passant devant les sirènes du lagon, dernière scène de l'attraction, et rejoint le quai de débarquement des visiteurs.
L'attraction utilise des technologies comme la lumière noire et de la fibre optique.

## Les attractions

### Disneyland

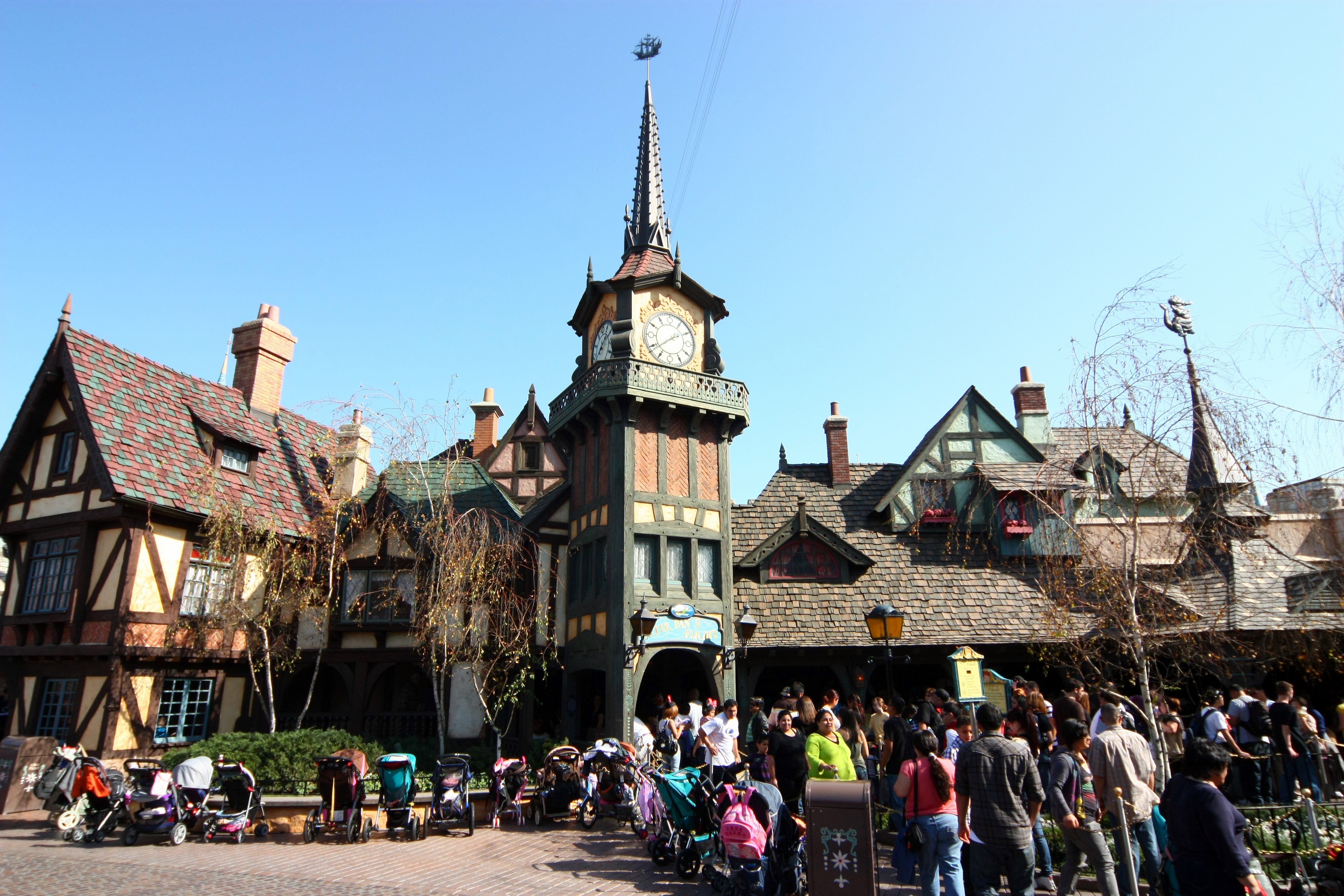
Entrée de l'attraction.

L'entrée de l'attraction évoque Big Ben.
- Ouverture : 17 juillet 1955 (avec le parc)[3]
  - réouverture : : 23 mai 1983
- Conception : WED Enterprises, Arrow Dynamics[4]
- Capacité des bateaux : 2
- Durée : 2 min 10 s
- Ticket requis : "C"
- Type d'attraction : Parcours scénique suspendu
- Situation : 33° 48′ 47″ N, 117° 55′ 08″ O

 Cette attraction a ouvert avec le parc Disneyland, c'est une attraction du Disneyland d'origine

### Magic Kingdom

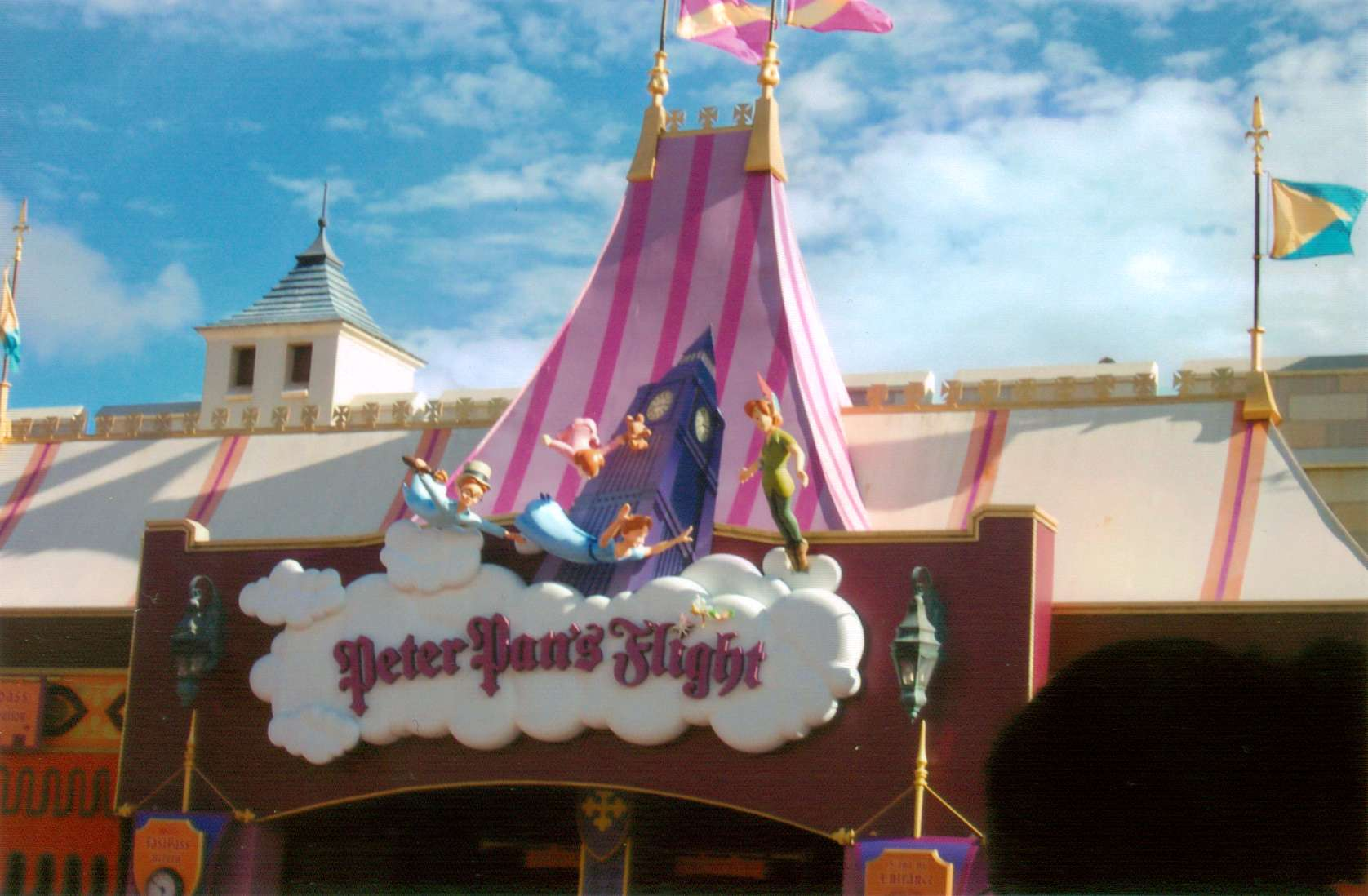
Entrée de l'attraction

Cette attraction bénéficie du système FastPass
Depuis le 16 janvier 2015, l'attraction propose une file d'attente interactive avec Clochette virevoltant autour du lit de Wendy ou la possibilité pour le visiteur de jouer avec sa propre ombre
- Ouverture : 3 octobre 1971[3]
- Conception : WED Enterprises
- Capacité des bateaux : 2
- Durée : 2 min 45 s
- Type d'attraction : Parcours scénique suspendu
- Situation : 28° 25′ 13″ N, 81° 34′ 54″ O

### Tokyo Disneyland

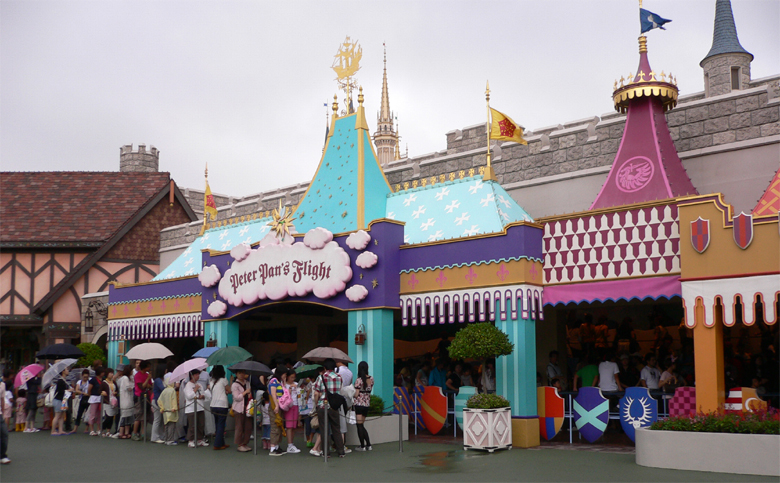
Entrée de l'attraction

- Ouverture : 15 avril 1983 (avec le parc)[3]
- Conception : WED Enterprises
- Capacité des bateaux : 2
- Durée : 2 min 30 s
- Type d'attraction : Parcours scénique suspendu
- Situation : 35° 37′ 54″ N, 139° 52′ 55″ E

### Parc Disneyland
À Paris, l'attraction se situe de l'autre côté de la rivière séparant Fantasyland dans la section nord évoquant l'Angleterre. Son aspect extérieur représente un petit village typiquement anglais.
Les objets décoratifs sont issus de brocantes londoniennes, certains ont été modifiés afin qu'ils aient l'aspect de ceux du film. Les bateaux sont suspendus à 2,50 mètres au-dessus du sol.
Cette attraction bénéficie du système FastPass
Cette attraction bénéficie du système Disney Premier Access
- Ouverture : 12 avril 1992 (avec le parc)[3]
- Conception : Walt Disney Imagineering, Zamperla
- Capacité des bateaux : 6
- Durée : 3 min.
- Type d'attraction : Parcours scénique suspendu
- Situation : 48° 52′ 26″ N, 2° 46′ 26″ E

### Shanghai Disneyland

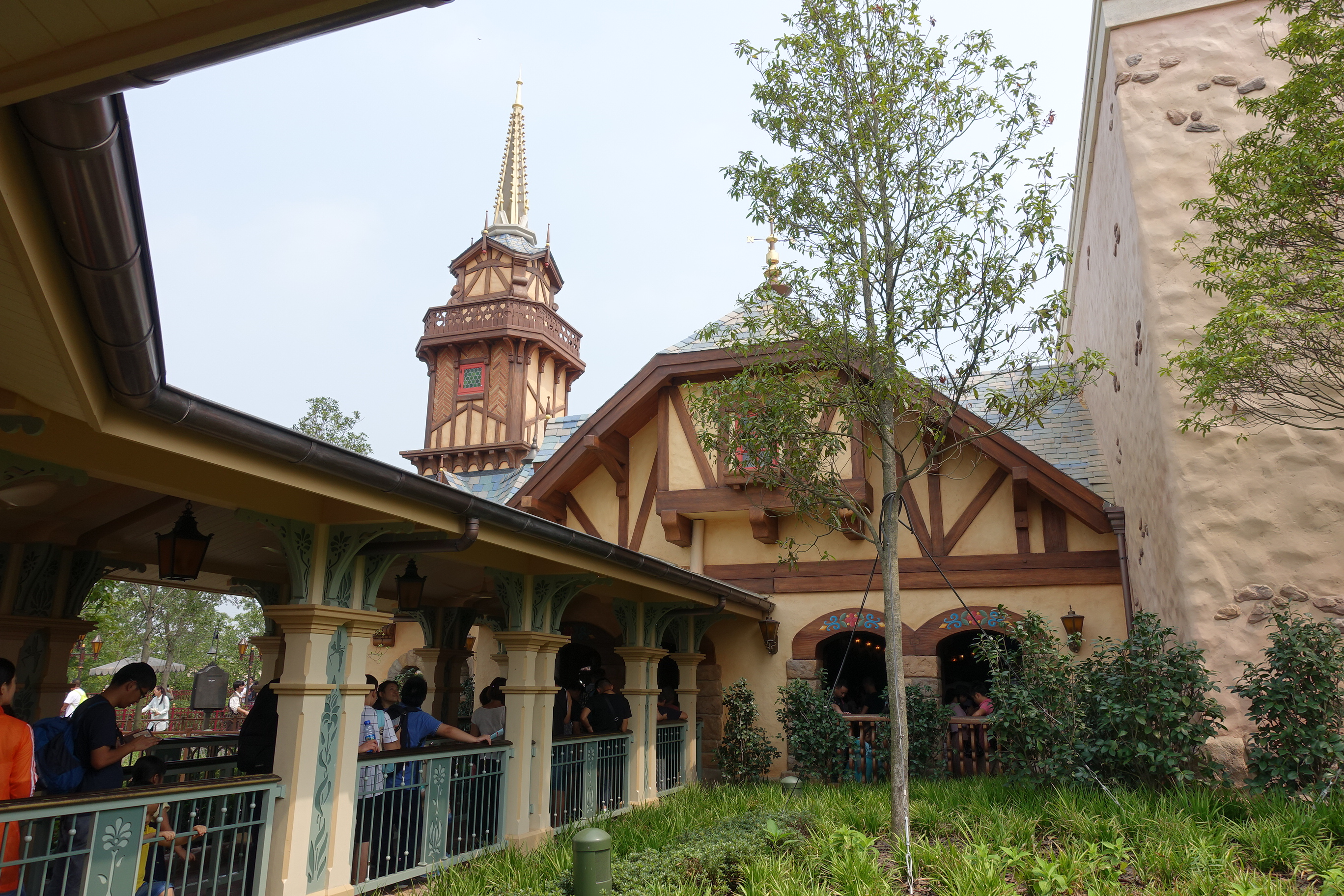
Entrée de l'attraction

Comme à Paris, l'attraction dispose de véhicules suspendus pour 4 personnes. Ces bateaux ont la particularité de pouvoir s'arrêter et de changer de vitesse. Le trajet comprend des versions améliorées des scènes classiques, mais aussi de nouvelles scènes, comme une petite visite dans le Rocher du Crâne.
Cette attraction bénéficie du système FastPass

Cette attraction bénéficie du système Disney Premier Access
- Ouverture : 16 juin 2016 (avec le parc)
- Capacité des bateaux : 6
- Durée : 3 min.
- Type d'attraction : Parcours scénique suspendu
- Situation : 31° 08′ 44″ N, 121° 39′ 13″ E